# Макарово (Шелаболіхинський район)
Мака́рово (рос. Макарово) — село у складі Шелаболіхинського району Алтайського краю, Росія. Адміністративний центр та єдиний населений пункт Макаровської сільської ради.

## Населення
Населення — 520 осіб (2010; 735 у 2002).
Національний склад (станом на 2002 рік):
- росіяни — 99 %

## Люди
В селі народився Журавльов Дмитро Михайлович (1926—1988) — український радянський скульптор.